# Квалификации за Световното първенство по футбол 2014 (зона Океания)

## Формат
Първоначално форматът е предвиден да започне през август 2011 на Тихоокеанските игри в Нумеа, Нова Каледония, където футболния турнир е счетен за първи кръг на квалификациите за световно първенство за зона ОФК.
Въпреки това, през юни 2011 форматът е променен и Тихоокеанските игри отпадат като част от квалификационния процес. Новата структура предвижда четирите най-ниско класирани отбора да играят мини турнир от 22. до 26 ноември 2011 в Самоа. Отборът, завършил на първо място, ще се присъедини към другите седем отбора в Океанската купа на нациите, като четирите полуфиналиста от турнира продължават в трети кръг. Първоначално се предвижда този етап да се играе във Фиджи през юни 2012, но на 14 март 2012 домакинските права на Фиджи са отнети поради юридически спор, включващ генералния секретар на ОФК Тай Николас и властите във Фиджи.
Трети кръг, представляващ група от четири отбора, играещи един срещу друг по два пъти като домакин и гост, е планиран да се изиграе между 7 септември и 26 март 2013 г. Победителят от трети кръг ще играе в междуконтинентален плейоф с четвъртия отбор от зона КОНКАКАФ, който е изтеглен на случаен принцип, за разлика от предходни години, когато ФИФА решава кой срещу кого да играе.

## Участници
Класирането на ФИФА за юли 2011 е показан в скоби.
| Пропускат първи кръг (Класирани от 1. до 6. място + ПНГ) | Играят в първи кръг (Класирани от 1. до 10. място)                                  |
| --- | ----------------------------------------------------------------------------------- |
| 1. Нова Зеландия (94) · 2. Фиджи (156) · 3. Нова Каледония (164) · 4. Вануату (169) · 5. Соломонови острови (181) · 6. Таити (182) · 7. Папуа Нова Гвинея (без класиране) | 1. Самоа (189) · 2. Тонга (192) · 3. острови Кук (195) · 4. Американска Самоа (203) |

## Първи кръг
Въз основа на коефициенти на ФИФА и други спорти обсъждания, първият кръг, включващ Американска Самоа, острови Кук, Самоа и Тонга играят в група по един мач в Самоа от 22. до 26 ноември 2011 г. Победителят от групата продължава във втори кръг.
| Отбор             | ИМ | П | Р | З | ВГ | ДГ | ГР | ТЧК |
| ----------------- | -- | - | - | - | -- | -- | -- | --- |
| Самоа             | 3  | 2 | 1 | 0 | 5  | 3  | +2 | 7   |
| Тонга             | 3  | 1 | 1 | 1 | 4  | 4  | 0  | 4   |
| Американска Самоа | 3  | 1 | 1 | 1 | 3  | 3  | 0  | 4   |
| острови Кук       | 3  | 0 | 1 | 2 | 4  | 6  | −2 | 1   |

## Втори кръг
Победителят в първи кръг се присъединява към оставащите седем отбора в Океанската купа на нациите. Четирите полуфиналиста (първи и втори отбор от двете групи) продължават в трети кръг. Групите са изтеглени на Предварителния жребий в Марина да Глория в Рио де Жанейро, Бразилия на 30 юли 2011 г.
Турнирът се провежда в Соломоновите острови от 1. до 10 юни 2012 г. след като правата на първоначалния домакин на турнира, Фиджи, бяха отнети на 14 март 2012 г.

### Разпределяне
Отборите са разпределени в две урни по 4, въз основа на класирането на ФИФА за юли 2011 година, като победителят от първи кръг автоматично се определя за осми. Всяка група съдържа по два отбора от всяка урна.
| Урна 1                                           | Урна 2                                                 |
| ------------------------------------------------ | ------------------------------------------------------ |
| Нова Зеландия · Фиджи · Нова Каледония · Вануату | Соломонови острови · Таити · Папуа Нова Гвинея · Самоа |

### Група А
| Отбор          | ИМ | П | Р | З | ВГ | ДГ | ГР  | ТЧК |
| -------------- | -- | - | - | - | -- | -- | --- | --- |
| Таити          | 3  | 3 | 0 | 0 | 18 | 5  | +13 | 9   |
| Нова Каледония | 3  | 2 | 0 | 1 | 17 | 6  | +11 | 6   |
| Вануату        | 3  | 1 | 0 | 2 | 8  | 9  | −1  | 3   |
| Самоа          | 3  | 0 | 0 | 3 | 1  | 24 | −23 | 0   |

### Група B
| Отбор              | ИМ | П | Р | З | ВГ | ДГ | ГР | ТЧК |
| ------------------ | -- | - | - | - | -- | -- | -- | --- |
| Нова Зеландия      | 3  | 2 | 1 | 0 | 4  | 2  | +2 | 7   |
| Соломонови острови | 3  | 1 | 2 | 0 | 2  | 1  | +1 | 5   |
| Фиджи              | 3  | 0 | 2 | 1 | 1  | 2  | −1 | 2   |
| Папуа Нова Гвинея  | 3  | 0 | 1 | 2 | 2  | 4  | −2 | 1   |

### Eлиминационен кръг
Докато резултатите в елиминационния кръг нямат въздействие върху това кои точно отбори продължават в трети кръг на квалификациите, тези мачове също са считани от ФИФА за част от тях (нап. голмайсторите се броят в статистиката и дадените картони могат да доведат до отстраняване в трети кръг на квалификациите).
ПОЛУФИНАЛИ:
 Таити – 1
 Соломонови острови – 0
 Нова Зеландия – 0
 Нова Каледония – 2
ФИНАЛ:
 Таити – 1
 Нова Каледония – 0
МАЧ ЗА ТРЕТО МЯСТО:
 Соломонови острови – 3
 Нова Зеландия – 4

## Трети кръг
Четирите останали отбора играят по два пъти помежду си в група м-у 7 септември 2012 и 26 март 2013, като първият отбор се класира за междуконтиненталния плейоф. Този отбор може да е различен от онзи, спечелил Океанската купа на нациите и представлява ОФК за Купата на конфедерациите 2013.
| Отбор              | ИМ | П | Р | З | ВГ | ДГ | ГР  | ТЧК |
| ------------------ | -- | - | - | - | -- | -- | --- | --- |
| Нова Зеландия      | 6  | 6 | 0 | 0 | 17 | 2  | +15 | 18  |
| Нова Каледония     | 6  | 4 | 0 | 2 | 17 | 6  | +11 | 12  |
| Таити              | 6  | 1 | 0 | 5 | 2  | 12 | −10 | 3   |
| Соломонови острови | 6  | 1 | 0 | 5 | 5  | 21 | −16 | 3   |